# Hsiao Chin
Pour les articles homonymes, voir Chin.
Hsiao Chin (chinois traditionnel : 蕭勤 ; pinyin : Xiao Qin) est un artiste né à Shanghai en 1935 et mort le 30 juin 2023, dont le rôle a été prédominant dans l’évolution de la peinture chinoise vers l’abstraction.

## Biographie
Hsiao Chin grandit dans un univers artistique. Son père (Hsiao Yu-mei), célèbre musicien et pionnier de la musique chinoise contemporaine, l’initie à toutes formes d’art. En 1949, lors de la proclamation de la république populaire de Chine, il part vivre à Taïwan. Hsiao Chin entre en 1952 dans l’atelier de Li Zhong-Sheng (également appelé Lee Chun-Shan) rue d’Antung à Taipei où il suit l’enseignement du maître pendant quelques années. 
En 1956, il participe activement à la fondation du Ton Fan Group, avec Ho-Kan et Hsiao Ming-Hsien. Cette même année il obtient une bourse d’étude lui permettant d’étudier l’art en Espagne. Malgré son éloignement, il reste très actif au sein du groupe. Alors que les informations sur l’art contemporain occidental sont encore très sommaires à Taïwan, Hsiao Chin envoie régulièrement des articles qui sont publiés dans un journal de Taipei (United Daily News). Il correspond aussi directement avec Ho-Kan e les artistes du Ton Fan Group. 
En 1959, il s’installe à Milan où il fonde le Punto Group, et il se lie d’amitié avec  Lucio Fontana. 
Il part vivre aux États-Unis de 1967 à 1972, il y enseigne la peinture dans différentes écoles prestigieuses, rencontre des artistes tels que Mark Rothko, William De Kooning. 
En 1973, il retourne vivre à Milan.
En 2010, une grande rétrospective de son œuvre a lieu au musée de Kaohsiung.

## Expositions personnelles majeures
- 2011 Musée d’Art Moderne et d’Art Contemporain de la Ville de Liège, Belgique
- 2010 Musée des Beaux-arts de Kaohsiung, Taïwan
- 2009 Fondation Marconi, Triennale de Milan, Italie
- 2007 Espace Mazzotta, Milan, Italie
- 2006 Musée d’art National de Chine, Pékin, Chine
- 2005 Musée d’art de Guangdong, Chine / Palais Acquaviva (Scuderie ducali) Atri, Italie / Musée d’art de Guangdong, Chine
- 2004  Musée d’art de Shanghai, Chine
- 2002 Fondation Mudima, Milan, Italie
- 1998 Institut Mathildenhöhe, Darmstadt, Allemagne
- 1997 Dimensions Endowment of Art, Taipei, Taïwan
- 1996 Dimensions Endowment of Art, Taipei, Taïwan
- 1995 Musée des Beaux-arts de Taipei, Taïwan
- 1992 Musée d’Art de Taïwan, Taichung, Taïwan / Fondation Sicard-Iperti, Vallauris, France
- 1990 Centre International d’art de Yun-Han, Taipei, Taïwan
- 1986 Centre d’art Contemporain Nikolaj de Copenhague, Danemark
- 1985 Musée Waterland, Pumerend, Hollande / Musée des Beaux-arts de Taipei, Taïwan / Institut pour la Promotion de la Culture Chinoise, Hong Kong, Chine
- 1979 Pinacothèque municipale, Macerata, Italie
- 1978 Musée National d’Histoire, Taipei, Taïwan
- 1975 Musée Civil d’Art Moderne, Modène, Italie / Palais des Diamants, Ferrare, Italie
- 1965 Musée Maribor, Slovénie
- 1957 Musée municipal de Mataro, Barcelone, Espagne

## Exposition de groupe majeure
- 2000   Pavillon Taïwanais, 7e Biennale internationale d’architecture de Venise, Italie

## Collections publiques (sélection)
- Musée d’Art moderne (MOMA), New York, États-Unis
- The Metropolitan Museum of Art & The New York Public Library, New York, États-Unis
- Musée d’Art de Philadelphie, Philadelphia, États-Unis
- The Detroit Institute of Arts, Detroit, États-Unis
- Art Gallery of Ontario, Toronto, Canada
- Musée national d’Histoire, Taipei, Taïwan
- Musée des Beaux-arts de Taipei, Taipei, Taïwan
- Dimension Endowment of Art, Taipei, Taïwan
- Musée national de Taiwan, Taichung, Taïwan
- Musée d’Art de Shanghai, Shanghai, Chine
- Musée d’Art de Guandong, Guanzhou, Chine
- Musée d’Art de Zhonghsan, Guangdong, Chine
- Musée d’Art de Zhongshan, Zhongshan, Guangdong, Chine
- Musée d’Art de Hong Kong, Hong Kong, Chine
- Musée national d’Art de Chine, Pékin, Chine
- Musée Cantonal des Beaux-arts, Lausanne, Suisse
- Staatsgalerie, Stuttgart, AllemagneKunstverein, Düsseldorf, Allemagne
- Musée Haus Lange, Krefeld, Allemagne
- Musée national de Wales, Cardiff, Angleterre
- Librairie nationale de Wales, Aberystwyth, Angleterre
- Musée d’Art moderne, Skopije, Macédoine
- Randers Kunstmuseum, Randers, Danemark
- Randers City Museum, Randers, Danemark
- Galerie nationale d’Art Moderne, Rome, Italie
- Musée d’Art Moderne et Contemporain, San Gimignano, Italie
- Fondation Antonio Mazzotta, Milan, Italie
- Fondation A. Calderara, Vaciago (Novara), Italie
- Musée d’Art Moderne & Musée d’Art Contemporain, Barcelone, Espagne
- Casa Museo Remo Brindisi, Lido di Spina, Ferrara, Italie

## Catalogues
- Formless Form : Taiwanese Abstract Art. Taipei Fine Arts Museum. 2012.  (ISBN 978-986-03-5352-5)
- The Modernist Wave. Taiwan Art in the 1950s and 1960s. National taiwan Museum of Fine Arts. 2011. p. 147,  (ISBN 978-986-02-8859-9)
- Michael Sullivan. Moderne chinese artists, a biographical dictionary. University of California Press. 2006.  (ISBN 978-0-520-24449-8)